# Paraíso de Chabasquén
Paraíso de Chabasquén é uma cidade venezuelana, capital do município de Monseñor José Vicente de Unda.